# Albert Thaer
Albert Thaer, també conegut en alemany com Albrecht Daniel Thaer, va néixer el 14 de maig de 1752 a Celle, Electorat de Brunswick-Lüneburg, i va morir el 26 d'octubre de 1828 a Möglin Manor prop de Wriezen, És considerat un dels fundadors de l'agronomia moderna.

## Biografia
El seu pare era metge i va a estudiar medicina a Göttingen. En 1774, obté el grau de doctor. La seva tesi, Dissertatio de actions nervorum, va ser considerada durant molt de temps una obra de referència. El 1780, esdevingué conseller del príncep elector de Hannover. Sis anys més tard, el 1786 es va casa i compraria una finca de trenta hectàrees prop de Celle.
Amb el desig d'aprofundir en els seus coneixements de filosofia, Thaer va viatjar a Oxford i aviat es va convertir en el metge personal de Jordi III. Allí va aprofundir en la història natural i va fer molts viatges per Anglaterra i, especialment a Escòcia, on va començar a interessar-se per la problemàtica agrària. El 1794 va publicar una introducció a l'agricultura anglesa, Einleitung zur englischen Landwirthschaft, que va despertar un gran interès a Alemanya.
Quan el seu pare va morir, va decidir abandonar la medicina i es va retirar a la seva propietat de Celle. El 1802, fundaria el primer laboratori experimental agrícola alemany, que avui es coneixen com els jardins Thaer, així com la primera escola agrícola del país. El 1799 va començar a publicar una revista dedicada a l'agricultura i els seus problemes, Annalen der Niedersächsischen Landwirthschaft. El 1803 va publicar l'obra Beschreibung der nutzbarsten neuen Ackergeräthe, traduïda al francès el 1821 com Description des nouveaux instruments d'agriculture les plus utiles.
L'any 1804, el rei de Prússia va convidar Thaer a establir-se als seus dominis, i li va donar la finca de Mogelin, situada a unes quaranta-cinc milles de Berlín, que constava de 1.200 acres, amb el compromís de gestionar-la com una granja amb masovers. Hi va construir àmplies instal·lacions per a ell, tres professors, comerciants. Els tres professors eren: un de Matemàtiques, Química i Geologia, un de veterinària i un tercer de Botànica i Entomologia; També es va contractar un agricultor experimental, la funció del qual era indicar als alumnes la manera d'aplicar les ciències als negocis pràctics de la ramaderia.
Arran de la invasió francesa de l'electorat de Hannover, va decidir traslladar-se a Berlín, on aviat va ser admès a la Reial Acadèmia de Ciències de Prussia. El 1806, es va traslladar a Möglin i hi va fundar la primera acadèmia agrícola alemanya, que es va convertir en un model a tot Europa. El 1810 va esdevenir professor d'agronomia a la Universitat de Berlín. Amb la seva docència va crear escola amb alumnes com Johann Heinrich von Thünen i Carl Philipp Sprengel.

## Obra
Albrecht Thaer descriu àmpliament la composició, les propietats i l'extracció de l'humus. Va ser un dels principals desenvolupadors de la teoria de l'humus, la qual va exposar als Principis d'Agricultura, publicats el 1809. La teoria de l'humus planteja que les plantes obtenen la major part de la seva matèria seca de l' humus present als sòls, i que els requisits de les plantes per a "líquids nutritius" varien segons l'espècie. No obstant això, Thaer, basant-se en el treball de Nicolas Théodore de Saussure, accepta la idea que les plantes utilitzen diverses fonts de carboni, inclòs el diòxid de carboni present a l'aire i a l'atmosfera del sòl, i de la descomposició de l'humus. Tanmateix, insisteix en la importància de la gestió de la matèria orgànica del sòl, com la principal font de la seva fertilitat. Aquesta teoria va romandre molt popular fins a la dècada de 1840, abans de ser invalidada, en particular pel treball de Justus von Liebig i Carl Philipp Sprengel, antic alumne seu.
Thaer analitza la productivitat dels sistemes agrícoles segons criteris de la ciència del sòl i l'agronomia: com la fertilitat i el rendiment del sòl, però també en termes de rendibilitat econòmica. Desenvolupà un sistema d'avaluació i predicció de la fertilitat del sòl, tot i definint la noció de fertilitat intrínseca o natural, en termes de la quantitat produïda per un sòl quan la rendibilitat econòmica és zero. Per avaluar aquesta fertilitat, utilitza un indicador de la fertilitat amb el bushel de sègol produït a diari (en alemany, scheffel  (de) permorgen  (de)). Per exemple,si un sòl que produeix 2 bushels de sègol per tronc, es considera que té una fertilitat de 40.
Thaer estableix relacions empíriques entre la fertilitat intrínseca dels sòls i el contingut d'aquests sòls en argila, llim, sorra i humus. Atorga als sòls un valor de fertilitat intrínsec, de 0 a 100, en funció d'aquests nivells. Els sòls es classifiquen llavors en 6 classes, de fertilitat creixent, que es poden assignar a diferents usos: 1. terra per a sègol; 2. terra per a la civada; 3. terra per a ordi; 4. terra rica per a l'ordi; 5. terra per a blat i 6. terra rica per al blat.
Els seus estudis sobre rendiments de cada espècie botànica d'ús agronòmic li va permetre establir recomanacions per a l'aprovisionament de matèria orgànica per compensar l'extracció de plantes. Per a Thaer aquestes compensacions es poden fer de tres formes: subministrament de fems, conversió de camps en prats, establiment d'un guaret. Un cop més, per a cadascuna d'aquestes pràctiques, i en funció del tipus i quantitat de fems introduïts, tipus de prats i tipus de sòl, Thaer ofereix un sistema de mesura de la fertilitat restituïda al sòl.
Thaer també va contribuir al desenvolupament de cultius de patata i remolatxa sucrera a Prússia,i va participar en la millora genètica de les ovelles i en el desenvolupament de diverses eines agrícoles.